# Адоньєв Дмитро Микитович
Адоньєв Дмитро Микитович (9 травня 1921, Орловська губернія — 28 вересня 1995, Макіївка, Донецька область) — учасник Другої світової війни, командир мінометного розрахунку 185-го гвардійського стрілецького полку 60-ї гвардійської стрілецької дивізії 12-ї армії Південно-Західного фронту, Герой Радянського Союзу (1944), старший сержант гвардії.

## Біографія
Народився 9 травня 1921 року у селі Кукуй нині Краснозоренського району Орловської області.
Після закінчення школи працював трактористом, потім — на шахті. В армію покликаний 15 червня 1941 року. У фронтах Другої світової війни з серпня 1941 року — командир мінометного розрахунку на Сталінградському, Центральному, 1-му Українському фронтах.
За відмінне виконання бойових завдань командування, героїзм, виявлений у боях під час форсування Дніпра, та оволодіння плацдармом старший сержант Адоньєв Д. М. 22 лютого 1944 року був удостоєний звання Героя Радянського Союзу.
З армії демобілізувався 1946 року.
Помер 28 вересня 1995 року у місті Макіївка Донецької області.